# Kojak Budapesten
A Kojak Budapesten 1979-ben forgatott, 1980-ban bemutatott fekete-fehér, magyar krimivígjáték, Szalkai Sándor rendezésében. A címszerepben Inke László, aki a Kojaket alakító Telly Savalas leggyakoribb magyar hangja volt, külsőleg is hasonlított rá.

## Történet
Budapesten tartják a Krimiírók Nemzetközi Konferenciáját, és arra a híres nyomozót, Kojaket is meghívják, akiről kiderül, hogy nem görög, hanem magyar származású és korábban Kócsag II. tizedes néven szolgált a Rákóczi téri rendőrőrsön. A ferihegyi repülőtéren sikerül meglépnie az újságírók hada elől, majd ezt követően a hotelszobában egy gyönyörű nő kezdi megkörnyékezni, de mint később kiderül, nem szerelmi vágyak miatt. Ezt követően egy híres kutató-professzort holtan találnak a lakásán, és a jelek arra mutatnak, hogy gyilkosság áldozata lett. Kojak természetesen rögtön felajánlja segítségét egykori főnökének, és neki is lát a nyomozásnak. Csak arra nem számít, hogy ez itt nem Amerika, hanem Magyarország, és itt egészen mások a szokások…

## Szereplők
- Inke László – Theo Kojak hadnagy
- Esztergályos Cecília – Ann
- Harsányi Gábor – Olivér
- Szirtes Ádám – Kerekes százados
- Márkus László – Billy
- Őze Lajos – Dr. Laczina Ádám
- Gobbi Hilda – Agatha Christie
- Tolnay Klári – Szalánczyné
- Greguss Zoltán – Szalánczy Béla
- Básti Juli – Szalánczy Lenkice
- Pécsi Ildikó – Pirike
- Bánfalvy Ágnes – Irénke
- Dózsa László – Dergács, rendőrtiszt
- Hámori Ildikó – újságírónő
- Koncz Gábor – útburkoló
- Körmendi János – cipzáros
- Koltai Róbert – csempéző 1.
- Kautzky József – csempéző 2.
- Antal Imre – férfiruha-eladó
- Szakácsi Sándor – taxisofőr
- Ungváry László – Dr. Ányos Pál, igazgató
- Gór Nagy Mária – titkárnő
- Bencze Ferenc – ex-házmester
- Dörner György – Brezina János, liftszerelő
- Drahota Andrea – patyolat-dolgozó 1.
- Papadimitriu Athina – patyolat-dolgozó 2.
- Gálvölgyi János – mentős
- Kovács Károly – kórházi beteg 1.
- Raksányi Gellért – kórházi beteg 2.
- Tomanek Gábor – ablaktisztító
- Keres Emil – Kojak régi kollégája 1.
- Horváth József – Kojak régi kollégája 2.
- Horkai János – Kojak régi kollégája 3.
- Bod Teréz – Kojak régi kollégája 4.
- Balázs Péter – fűnyírós férfi
- Velenczey István – üzletember
- Mikó István – bárpincér
- Horváth Tivadar – konferanszié a bárban
- Both Béla – úszómester
- Hollai Kálmán – bútorművek mérnöke
- Szemes Mari – gázművek munkatársa
- Dégi István – útmélyítő vállalat munkatársa
- Vogt Károly – vízművek munkatársa
- Sarlai Imre – öregember
- Patkós Irma – házbeli néni
- Simon Zsuzsa – eltartási szerződésben lévő néni
- Kánya Kata – igazságügyi orvosszakértő
- Herczeg Csilla – fiatal szemüveges lány/stewardes
- Bánsági Ildikó – kórházi ápoló
- Galgóczy Imre – Rendőrkórház portása
- F. Nagy Károly – Zoltán kórház portása
- Kádár Flóra – kórházi portás
- Némethy Ferenc – konferencia vezetője
- Zenthe Ferenc – német férfi a konferencián 1.
- Nagy Attila – német férfi a konferencián 2.
- Abody Béla – férfi a konferencián 1.
- Gosztonyi János – férfi a konferencián 2.
- Andai Györgyi – nő a konferencián
- Soós Lajos – rendőr a konferencián
- Németh László – postás
- Győrffy György – Laczina szomszédja 1.
- Dancsházi Hajnal – Laczina szomszédja 2.
- Csurka László – Stavros "Fürtöske" nyomozó hangja a telefonban

További szereplők: Kormos Anna, Kubik Anna, Molnár Tibor, Sugár István, Szacsvay László, Szatmári István, Tolnai Miklós, Varga Katalin

## Televíziós megjelenés
M1, M2, Duna, TV2, Filmmúzeum, Magyar Mozi TV, Hír TV, M5

## Külső hivatkozások
- Kojak Budapesten a PORT.hu-n (magyarul)
- Kojak Budapesten az Internet Movie Database oldalon (angolul)
- Kojak Budapesten a FilmKatalógus.hu-n
- Filmhíradó a forgatásról
- A film az Indavideo.hu-n